# Carapace
La carapace est une section dorsale de l'exosquelette de divers arthropodes (crustacés ou coléoptères par exemple) ou d'exosquelette partiel dans le cas de la tortue.

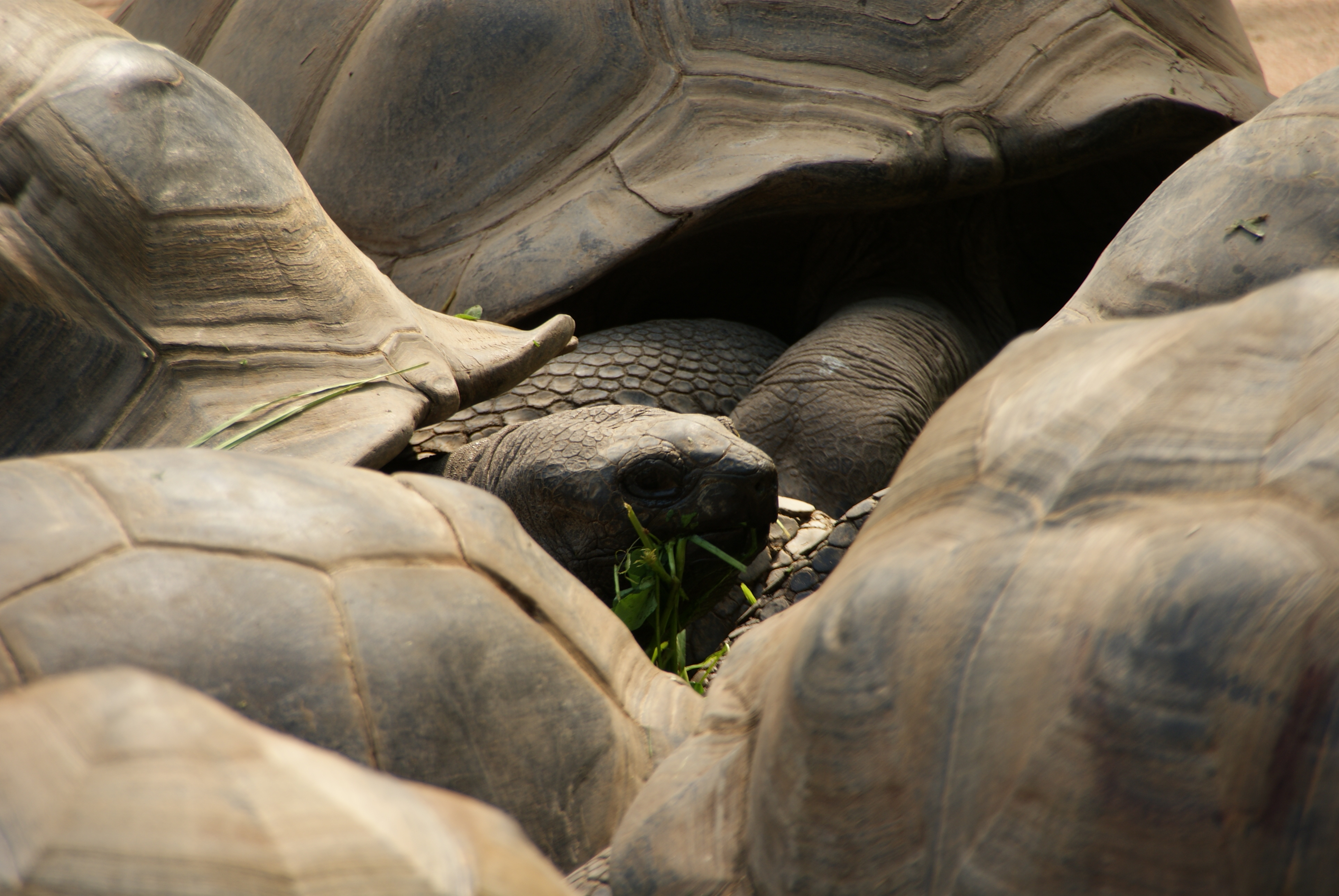
Les tortues terrestres sont protégées par de solides carapaces dont les écailles grandissent avec elles. Certaines tortues aquatiques ont une carapace plus fine et souple.

## Croissance de la carapace
Elle grandit avec un système d'écailles dont chacune peut grandir (c'est le cas chez les tortues).
Ou l'animal abandonne sa carapace (sous forme d'exuvie) lors de mues successives.

## Fonctions

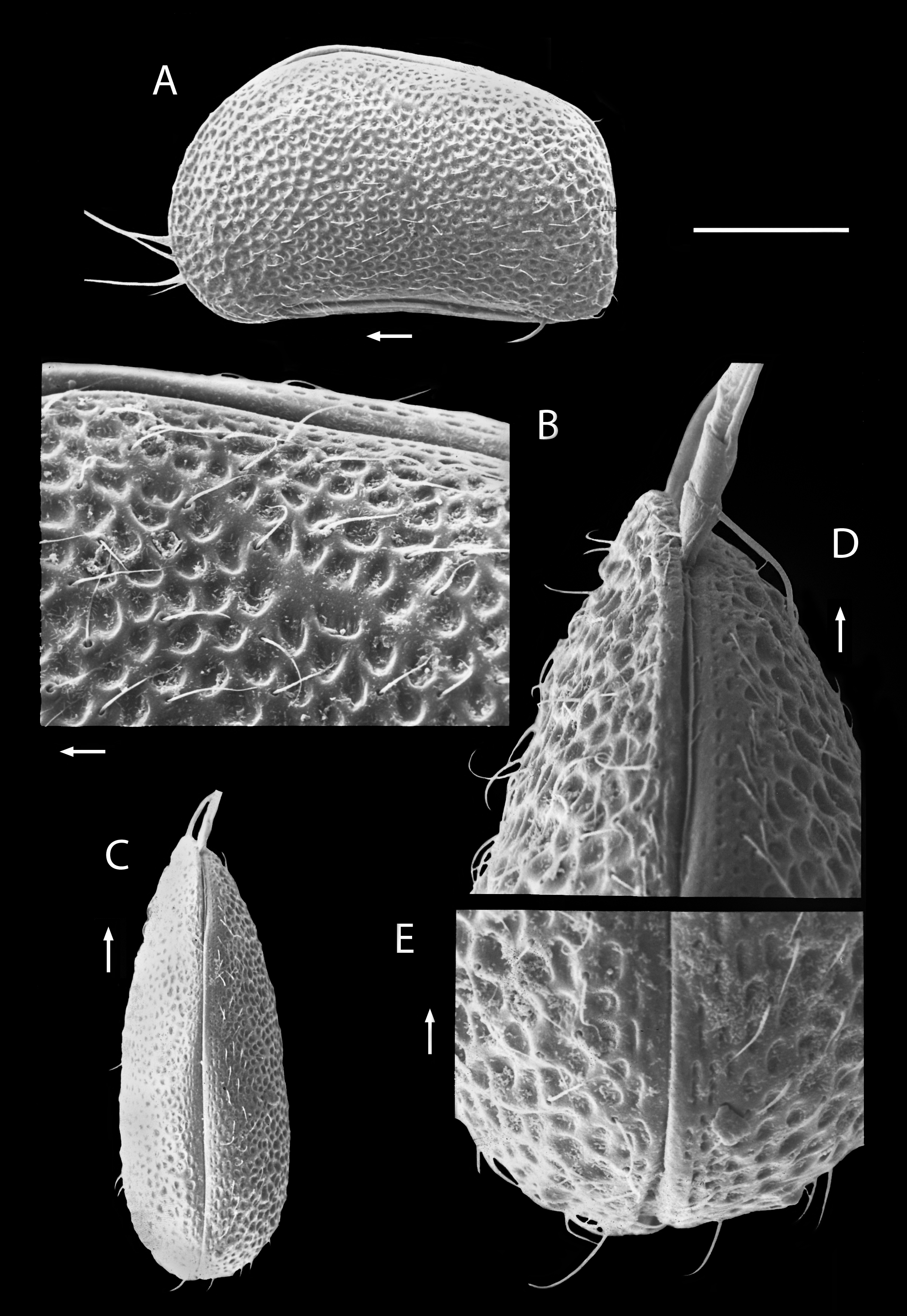
Carapace d'un ostracode (Potamocypris humilis) au microscope électronique.

- Fonction de protection. La carapace de la tortue est osseuse et très solide.
- Fonction de détoxication[1]. De même que les vertébrés (mammifères y compris) stockent une partie des métaux toxiques qu'ils ingèrent dans leur squelette (environ 80 % du plomb de tout l'organisme chez l'homme, et plus encore chez le jeune enfant), chez les crustacés qui sont dotés d'un solide exosquelette (par exemple chez le homard (Homarus) ou le crabe violoniste (Uca pugilator), la perte de chaque exuvie permet à l'animal de se débarrasser des métaux toxiques qu'il y avait stocké (plomb en particulier) durant toute sa précédente phase de croissance. Ainsi a-t-on montré qu'un crabe violoniste vivant sur un littoral pollué du New Jersey se débarrasse en moyenne de 12 % du cuivre (Cu), 76 % du plomb (Pb) et 22 % du zinc (Zn) que son organisme avait bioaccumulé, alors qu'un crabe de la même espèce vivant dans un environnement non pollué se débarrasse respectivement de 3 % , 56 % et 8 % de sa charge en Cu, Pb, et Zn[1]. 
Certains polluants interfèrent négativement avec ce processus, avec des effets possibles sur le réseau trophique. Par exemple, en allongeant la durée de l'inter-mue, le méthoprène (un composé utilisé comme pesticide) ralentit le processus de détoxication par la mue. De plus, si les humains ne mangent généralement pas les carapaces des crustacés, les prédateurs de ces mêmes crustacés ingèrent la proie entière ; ils pourraient donc absorber des proies plus chargées en métaux toxiques quand elles ont été exposées au méthoprène (ou à un produit qui aurait les mêmes effets).

## Pathologies
Chez différentes espèces diverses maladies ou parasitoses peuvent affecter l'aspect (décoloration), l'intégrité (érosion, perforation) ou les fonctions des carapaces. Elles sont souvent dues à des bactéries qui sécrètent des enzymes capables de lyser la chitine ;
Une maladie émergente et virulente est signalée depuis quelques années chez le homard américain dans le sud de la Nouvelle-Angleterre, posant un nouveau défi à la gestion des ressources halieutiques. Cette maladie qui touche la carapace,, n'est pas encore comprise. On a suspecté les métaux lourds, mais ils ont été disculpés (en tous cas comme cause unique). Une autre piste est celle d'une susceptibilité génétique et/ou d'origine environnementale de certains homards face à cette maladie. 
Le manganèse fait partie des suspects car il semble capable d'inhiber les défenses immunitaires de la langoustine commune (Nephrops norvegicus) ; il semble même, à certaines doses, présenter une toxicité cellulaire (inducteur d'apoptose) pour cette dernière.

## Autres termes
Le terme « carapace » est théoriquement réservé aux tortues et aux arthropodes : la coquille dure qui protège les oursins et les foraminifères est appelée « test », celle des diatomées la « frustule », et chez les mollusques et certains autres animaux on parle de « coquille ».